# 1710-ih
2. tisućljeće
◄ | 17. stoljeće | 18. stoljeće | 19. stoljeće | ►
◄ | 1680-ih | 1690-ih | 1700-ih | 1710-ih | 1720-ih | 1730-ih | 1740-ih | ►
1710. | 1711. | 1712. | 1713. | 1714. | 1715. | 1716. | 1717. | 1718. | 1719.

## Događaji i trendovi
- Nakon oslobođenja Slavonije od Turaka 1699. Počinje gradnja velike zvjezdaste barokne tvrđave u Brodu 1715. godine za obranu nemirne granice. Građena je s manjim prekidima do 1785. U punom sastavu imala je 4000 austrijskih vojnika i krajišnika. Bila je toliko velika i moćna da je se Turci nikad nisu odvažili napasti. U njoj je službovao general Mollinary krajem 19. st. posada je bila pojačana sa 150 topova. Prostirala se na 18 jutara zemlje. Sve do kraja Domovinskog rata bila je u vojnoj funkciji neprekidno od izgradnje. Danas je spomenik kulture i intenzivno se obnavlja. U nju se vraćaju svjetovni sadržaji kao što su :Klasična gimnazija, Gradsko Poglavarstvo i galerija "Ružić".

## Vanjske poveznice
|  | Zajednički poslužitelj ima još gradiva o temi 1710-ih |